# Stendige
Stengærde eller stendige er et af rå og utilhuggede sten opbygget gærde/dige, enten bestående af en enkelt række oven på hinanden anbragte sten, enkelt stengærde eller af to rækker med småsten, jord imellem, dobbelt stengærde.
Der bruges ikke mørtel til et stendiger, og det er derfor en type tørmur. I nogle tilfælde kan stendiger fyldes ud med jord eller lignende materiale.